# Eastern Hockey League
Pour les articles homonymes, voir EHL.
L'Eastern Hockey League ou EHL (en français, Ligue de hockey de l'Est), est une ligue amateur puis professionnelle qui a existé entre 1933 et 1981.

## Eastern Amateur Hockey League(1933-1953)
L'Eastern Amateur Hockey League est créée en 1933 par Thomas Lockhart.

### Franchises
- Athletic Club de New York (1933-1934)
- B'ars de Hershey / Bears de Hershey (1933 à 1938)
- Bluebirds de Johnstown (1941-1942)
- Buckeyes Toledo (1949-1950)
- Checkers de Charlotte (1960 à 1973)
- Clarks de Milwaukee (1949-1950)
- Clippers de Baltimore (1945 à 1956)
- Clippers de Charlotte (1956 à 1960)
- Crescents de New Haven / Crescents de Brooklyn (1943-1944)
- Crescents de New York-Hamilton (1933 à 1935)
- Cubs de Hershey (1938-1939)
- Eagles de Washington (1939 à 1942)
- Falcons de Philadelphie (1942 à 1946 et 1951-1952)
- Hockey Club de St Nicholas (1933-1934)
- Indians de Springfield (1951 à 1953)
- Jets de Johnstown (1950 à 1953)
- Knights de Cleveland (1949-1950)
- Lions de Washington (1944 à 1947 et 1951 à 1953)
- Nutmegs de New Haven (1952-1953)
- Orioles de Baltimore (1933 à 1942 et 1944-1945)
- Olympics de Boston (1940 à 1952)
- Rockets de Grand Rapids (1949-1950)
- Rovers de New York (1935 à 1952)
- Seagulls d'Atlantic City (1933 à 1942 et 1947 à 1952)
- Skeeters de Riverdale (1939 à 1942)
- Tigers du Bronx (1933 à 1934 et 1937-1938)
- Tomahawks de New Haven (1951-1952)
- Troy Uncle Sam Trojans (1952-1953)
- U.S. Coast Guard (1942-1943)
- Yellow Jackets de Pittsburgh (1935 à 1937)

## Eastern Hockey League(1954-1973)
Après une saison 1953-1954 qui n'est pas disputée, la ligue devient professionnelle en 1954 et le mot « amateur » disparaît logiquement de son nom. Elle débute avec cinq franchises. En 1959, elle est scindée en deux divisions comprenant chacune quatre équipes. Le nombre maximum d'équipe est atteint en 1967 avec douze franchises puis en 1972, à nouveau avec douze franchises qui sont cette fois-ci réparties en trois divisions. À l'issue de celle-ci, la ligue se sépare en deux nouvelles ligues qui lui succèdent : la North American Hockey League et la Southern Hockey League composées essentiellement des anciennes franchises de l'EHL.

### Franchises
- Blades de New England (1972-1973)
- Blades de New Haven (1954 à 1972)
- Blazers de Syracuse (1967 à 1973)
- Checkers de Charlotte (1956 à 1973)
- Clippers de Baltimore (1954 à 1956)
- Comets de Clinton (1954 à 1973)
- Cubs du cap Cod (1972-1973)
- Devils de Jersey (1964 à 1971 et 1972-1973)
- Dixie Flyers de Nashville (1962 à 1971)
- Ducks de Long Island (1961 à 1973)
- Generals de Greensboro (1959 à 1973)
- Jets de Johnstown (1955 à 1973)
- Knights de Knoxville (1961 à 1968)
- Larks de Jersey (1960-1961)
- Lions de Washington (1954 à 1957)
- Presidents de Washington (1957 à 1960)
- Ramblers de Philadelphie (1955 à 1964)
- Rebels de Roanoke Valley (1971 à 1973)
- Rebels de Salem (1967 à 1971)
- Reds de Rhode Island (1972-1973)
- Rockets de Jacksonville / Rockets de la Floride (1964 à 1972)
- Rovers de New York (1959 à 1961 et 1964-1965)
- Suns de St Petersburg / Suns de Suncoast (1971 à 1973)
- Warriors de Worcester (1954-1955)

## Eastern Hockey League(1978-1981)
Après la disparition, en 1977, des deux ligues ayant succédé à l'EHL, 1978 voit naître une nouvelle ligue : la North Eastern Hockey League. Elle est renommée en 1979 et reprend le nom d'Eastern Hockey League. Mais en 1981 la ligue cesse à nouveau ses activités.

### Franchises
- Aces de Hampton (1979 à 1981)
- Blades d'Érié (1979 à 1981)
- Clippers de Baltimore (1979 à 1981)
- Hornets de Syracuse (1980-1981)
- Mohawks d'Utica (1979-1980)
- Raiders de Salem (1980-1981)
- Red Wings de Johnstown (1979-1980)
- Rifles de Richmond (1979 à 1981)